# Porocephalidae
Porocephalidae is een familie van kreeftachtigen uit de klasse van de Ichthyostraca.

## Onderfamilies
- Armilliferinae Kishida, 1928
- Porocephalinae Sambon, 1922